# Medal Chin (1861)
The Second China War Medal – jeden z medali kampanii brytyjskich ustanowiony 6 marca 1861.

## Zasady nadawania
Medalem naradzono tych, którzy brali udział w Drugiej Wojnie Chińskiej.

## Klamry medalu
- CHINA 1842

klamra nadawana tym, którzy służyli podczas Pierwszej Wojny Chińskiej i byli nagrodzeni medalem China War Medal (1842).
- Fatshan 1857
- Canton 1857
- Taku Forts 1858
- Taku Forts 1860
- Pekin 1860

## Opis medalu
Awers: przedstawia popiersie królowej Wiktorii w diademie i inskrypcja VICTORIA REGINA.
Rewers: herb Armii Królewskiej z inskrypcją ARMIS EXPOSCERE PACIM i słowem CHINA pod spodem.